# Pennington County, South Dakota
Pennington County är ett administrativt område i delstaten South Dakota, USA, med 100 948 invånare. Den administrativa huvudorten (county seat) är Rapid City. 
Badlands nationalpark, Ellsworth Air Force Base och Mount Rushmore ligger i countyt. 

## Geografi
Enligt United States Census Bureau så har countyt en total area på 7 211 km². 7 190 km² av den arean är land och 21 km² är vatten. 

### Angränsande countyn
- Meade County - nord
- Haakon County - nordost
- Jackson County - sydost
- Shannon County - syd
- Custer County - sydväst
- Weston County - väst
- Lawrence County - nordväst